# Carios marginatus
Carios marginatus är en fästingart som beskrevs av Banks 1910. Carios marginatus ingår i släktet Carios och familjen mjuka fästingar. Inga underarter finns listade.